# Perzijski jezici
Perzijski jezici, skupina od (10) zapadnoiranskih jezika raširenih u Afganistanu, Tadžikistanu, dijelovima Pakistana i nešto u Izraelu. Najvažniji perzijski jezici su zapadni perzijski jezik [pes], danas se naziva iranski perzijski, kojim govori preko 23 milijuna ljudi, većina u Iranu. Drugi jezik je dari ili istočni perzijski jezik (istočni farsi) sa 7.600.000 govornika, danas nazivan darijski ili afganski perzijski, od čega 5.600.000 u Afganistanu (1996) i 1.000.000 u Pakistanu. Druga dva značajna jezika su tadžički u Tadžikistanu, 4.457.500 govornika, i to 3.340,000 u Tadžikistanu (1991) i 934.000 u Afganistanu; hazaragi je hazarski jezik, jezik naroda Hazara kojim govori 2.210.000 ljudi od čega, 1.770.000 u Afganistanu (2000), 283.000 u Iranu (1993) i 157.000 u Pakistanu (2000); 
Ostalih šest jezika ima znatno manji broj govornika, to su aimaq s 480.000 govornika u Afganistanu (1993.). Oni su poznati kao Aimaki; buharski jezik [bhh] čija je domovina Uzbekistan, gdje ga još govori 10.000 ljudi (1995.) i 50.000 u Izraelu (1995 H. Mutzafi). Ukupan mu je broj govornika 110.000, a ostali žive iseljeni u SAD-u. Ovi ljudi su poznati kao Buharski Židovi, a jezik im se naziva i judeotadžički;  darwazi ima 10.000 govornika (1983) u Afganistanu na rijeci Amu-Darja (grad Darwaz); dehwari je jezik iz Pakistana kojim govori 13.000 ljudi (1998) u Kalatu i Mastungu; dzhidi ili djudi (džidski ili džudski; oblik za Židove i židovski jezik, dolazi od Juda) naziva se i judeoperzijski. Nekad se govorio u Iranu, gdje možda još ima nešto govornika, ali većina od 60.000 je u Izraelu (1995); perzijski ili farsi je makrojezik kojemu pripadaju dva individualna jezika (zapadni, istočni) ili dari; pahlavani jezik je jezik Pahlavana u iranskoj provinciji Čahansur, 2.100 govornika (2000.)..

## Vanjske poveznice
- Ethnologue (14th)
- Ethnologue (15th)